# Белохвостая каменка
Белохвостая каменка, или чернобрюхая каменка (лат.  Oenanthe leucura) — птица семейства мухоловковых.

## Описание

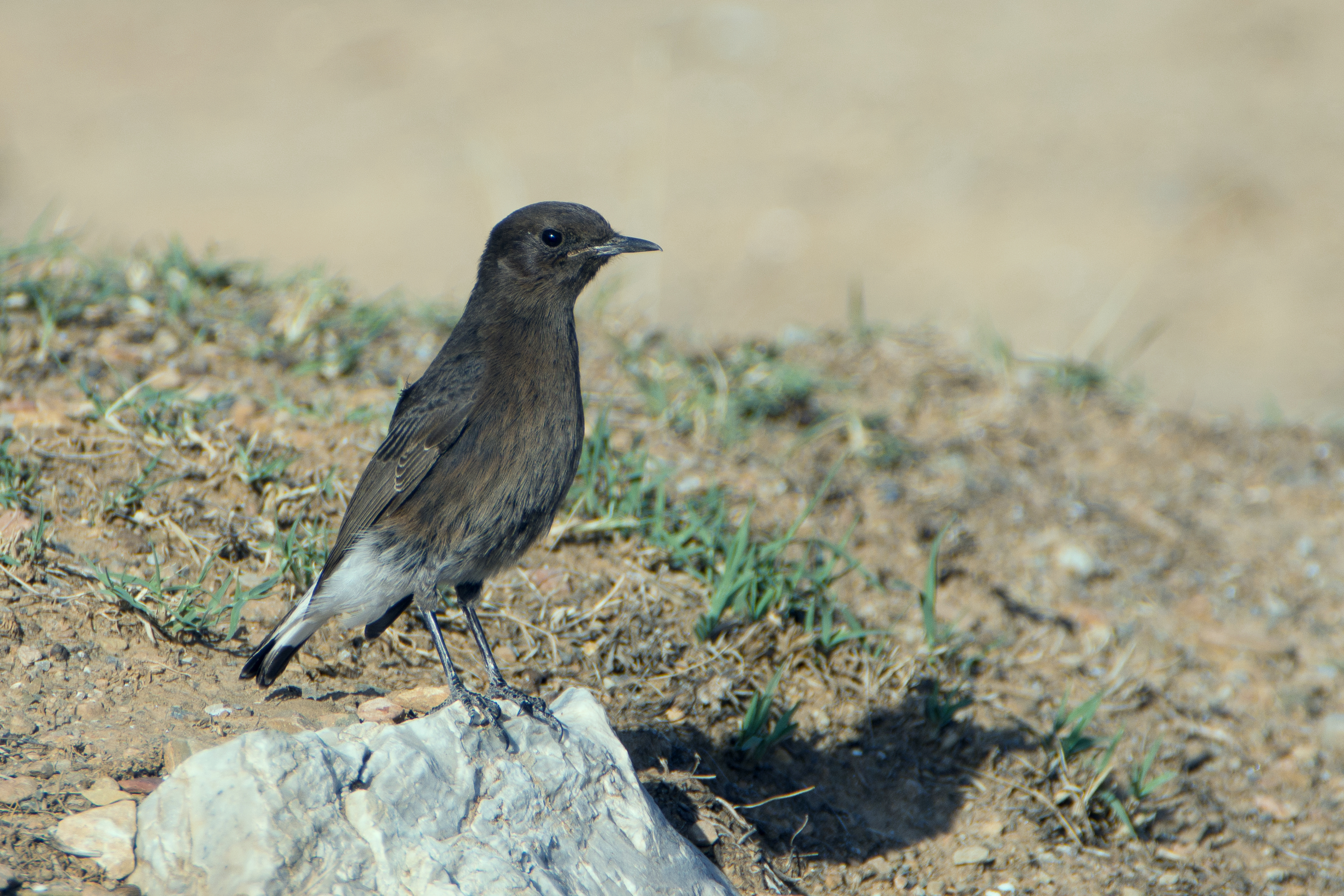
Самка

Длина тела 16—18 см. Размах крыльев 26—29 см. Масса тела 37—44 г. Взрослый самец чёрного цвета. Его надхвостье и подхвостье белого цвета. Хвост белый, с почти полностью чёрными центральными перьями, а также с широкой чёрной полоской на конце. Клюв и ноги чёрного цвета. Взрослая самка имеет окраску сходную с самцом, но чёрный цвет в её оперении заменен тёмно — бурым. Молодая птица по окраске похожа на взрослую самку.

## Ареал
Иберийский полуостров и в Северо-Западная Африка. Как редкий залетный вид, может наблюдаться в Крыму и редко на Кавказе. Поселяется на каменистых и засушливых территориях с бедной растительностью, в сухих каменистых каньонах. Часто птицы встречаются в горах, среди скальных выступов, а также на руинах каменных сооружений.

## Биология
В основании гнезда находится от 3—4 до нескольких сотен камешков весом от 6—7 г до 30 г. Материалом для собственно гнезда служат сухая трава, мелкие веточки и кусочки растений, для выстилки — перья, шерсть. Гнезда устраивают на высоте 1—2 м над землей в расщелинах скал, норах, пещерах, на обрывах. Каждая пара занимает территорию площадью около 14 га. В кладке 4-5 бледно-голубых яиц с красными пятнами. Яйца насиживает только самка в течение 16—17 дней, а еще через 14—15 дней появляются слётки. Птенцы вылупляются покрытые серым пухом.
Питается преимущественно насекомыми, также поедает пауков, мелких пресмыкающихся и ягоды. Охотится с присады на скалах или нижних ветвях деревьев, взлетая на землю, чтобы поймать добычу.

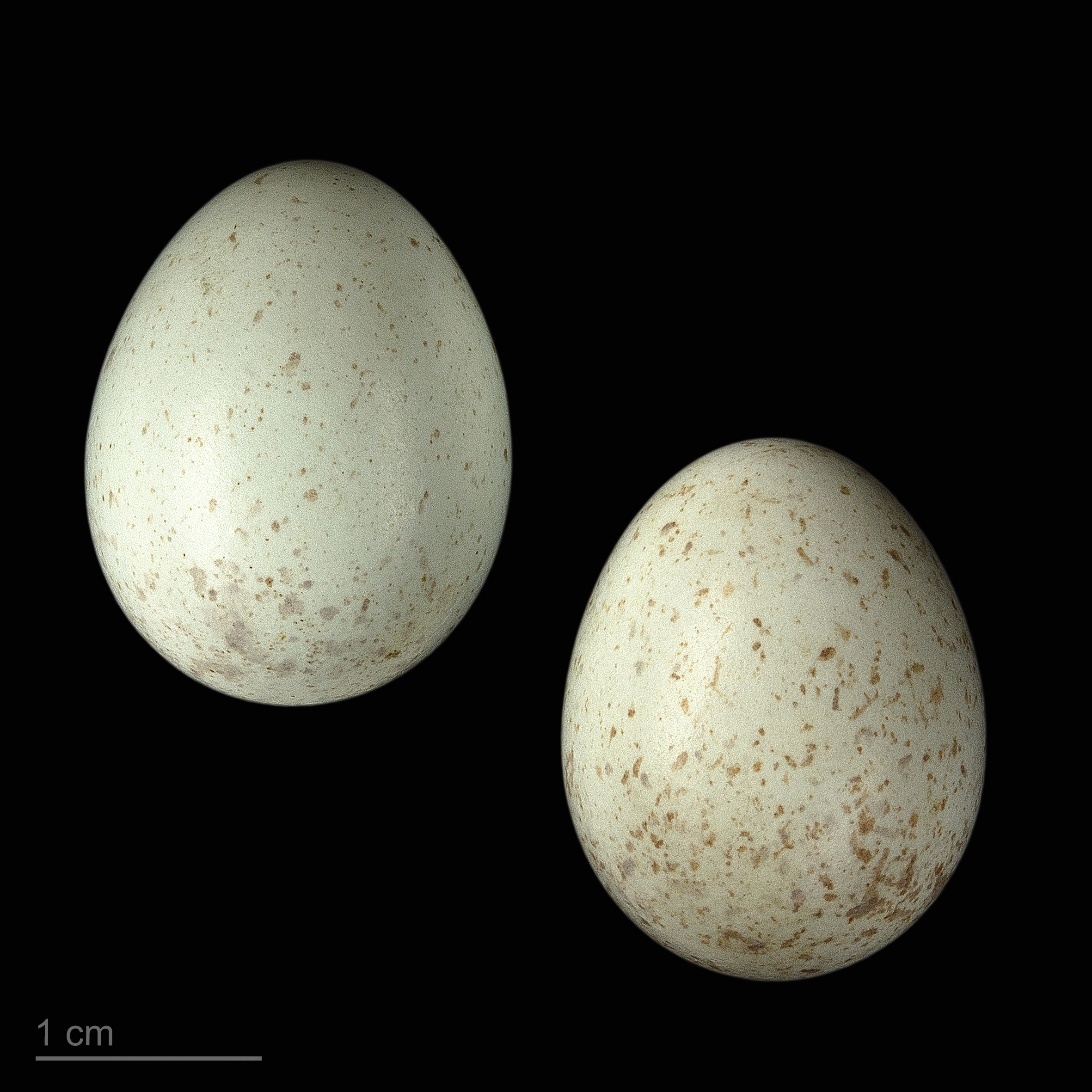
яйцо Oenanthe leucura leucura - Тулузский музей